# Henry Hammond
Henry Hammond (1605-1660) est un homme d'Église anglican anglais.

## Biographie
Fils d'un médecin de la cour du roi Jacques Ier, il est fait prêtre en 1639. Il devient dès lors un ecclésiastique influent à la cour, où il acquiert une réputation de grand orateur. Pendant la guerre civile anglaise, il prend parti pour le roi, notamment lors du Traité d'Uxbridge, sans jamais s'en dédire, même après l'exécution de ce dernier ; cela lui vaut diverses périodes d'emprisonnement, et une interdiction de séjour à Londres jusqu'à sa mort.
Hammond laisse diverses œuvres théologiques, dont des exégèses bibliques, des catéchismes, et des sermons.